# Nicolas Rashevsky
Nicolas Rashevsky, nato Nikolaj Raševskij (in russo Николай Рашевский?; Černigov, 9 novembre 1899 – Holland, 16 gennaio 1972), è stato un matematico russo naturalizzato statunitense considerato un pioniere della biologia teoretica.
Dopo aver studiato fisica matematica in Russia, emigra negli Stati Uniti nel 1924. Presso l'Università di Pittsburgh matura l'idea di sviluppare una biofisica matematica simile alla consolidata fisica matematica. Trasferitosi poi all'Università di Chicago, definisce un programma di dottorato in biologia matematica e dà vita nel 1939 al Bulletin of Mathematical Biophysics, periodico che dirige fino al 1972. Applica gli strumenti matematici a una varietà di aree, della biologia e non: forma delle cellule e degli organismi, conduzione ed eccitazione nervosa, sociologia, storia, guida automobilistica.
Contribuisce agli sviluppi iniziali del connettivismo. Per questi studi sviluppa le teorie matematizzate delle reti neurali del condizionamento pavloviano.  Tra i suoi collaboratori ed allievi vi furono il matematico Alston Scott Householder ed il logico e matematico Walter Pitts, che assieme a Warren McCulloch formulò nel 1943 (pubblicando  sul Bulletin of Mathematical Biophysics il relativo articolo) un famoso modello di rete neurale, ancora oggi attuale.